# زن سی‌ساله
زن سی ساله (به فرانسوی: La Femme de trente ans) رمانی از انوره دو بالزاک نویسندهٔ فرانسوی است.

## خط داستان
این رمان سرگذشت دردناک زنی است که زندگی زناشویی کامش را برنمی‌آورد و سرانجام پس از وسوسه‌های بسیار به عشقی رمز آلود تن می‌دهد. وی به کودکی که حاصل این عشق اوست بیش از فرزند مشروع خود مهر می‌ورزد. دخترش که از راز مادرش آگاه است، آن کودک را به رودخانه می‌اندازد و خود با خشم از دامن آلودهٔ مادرش به آغوش جوانی، که خود نیز مثل دختر دستش به خون آغشته‌است، می‌افتد و تا آخر عمر با هم به شادی زندگی می‌کنند. در انتهای داستان حوادث هیجان انگیزی روی می‌دهد و زن ناپاک از شدت درد و رنج می‌میرد.

## اهمیت
زن سی ساله از جهت مطالعهٔ دقیق عواطف انسانی و به‌ویژه تحلیل خواهش‌ها و هوس‌های زنان از اهمیت ویژه‌ای برخوردار است.